# Pryvolny
Pryvolny (belarusiska: Прывольны) är ett samhälle i Belarus. Den ligger i voblasten Minsks voblast, i den centrala delen av landet, 19 km sydost om huvudstaden Minsk. Pryvolny ligger 194 meter över havet och antalet invånare är 2 000.

## Natur och klimat
Terrängen runt Pryvolny är platt. Runt Pryvolny är det ganska glesbefolkat, med 32 invånare per kvadratkilometer.. Närmaste större samhälle är Horad Mіnsk, 18,9 km nordväst om Pryvolny.
Trakten runt Pryvolny består till största delen av jordbruksmark.